# 手塚省三
手塚 省三（てづか しょうぞう、1886年（明治19年）3月30日 - 1956年（昭和31年）1月19日）は、日本の陸軍軍人。最終階級は陸軍少将。満洲国立大学哈爾濱学院院長。宮司。

## 来歴・人物
福岡県に生まれる。福岡県立中学修猷館を経て、1907年陸軍士官学校（第19期）、1916年陸軍大学校（第28期）卒業。
参謀本部部員、東京府豊島師範学校配属将校、慶應義塾大学配属将校、陸軍士官学校戦術学部長、甲府連隊区司令官、佐世保要塞司令官、壱岐要塞司令官を歴任し、1936年陸軍少将に累進。1937年8月2日に待命、同月22日、予備役に編入。同年9月11日、日中戦争に応召し第10軍第18師団の歩兵第35旅団長として参戦。杭州湾に敵前上陸し、1937年11月9日、嘉善付近の戦闘で戦傷を受けた。
1939年満洲国立大学哈爾濱学院教授に就任し、同学院長に進み1943年退任。1947年（昭和22年）11月28日、公職追放仮指定を受けた。
戦後は福岡縣護國神社宮司を務めている。